# Gisela von Kerssenbrock

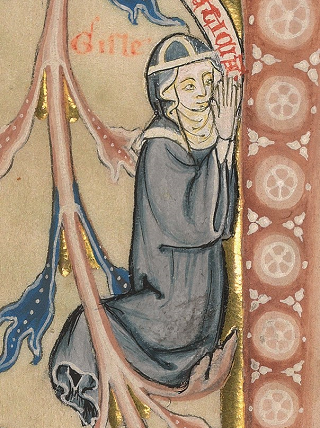
Codex Gisle, f70r, zelfportret(?) van Gisela von Kerssenbrock

Gisela von Kerssenbrock (gest. 10 januari 1300) was een cantor van het cisterciënzer klooster Marienbrunn van Rulle, in de buurt van Osnabrück, Duitsland. Ze werd genoemd als auteur en illuminator van een rijkelijk verluchte graduale, die bewaard wordt in de diocesane archieven van Osnabrück (Ma.101).

## Biografie
We weten niets van het leven van Gisela von Kerssenbrock tenzij wat vermeld is in de Codex Gisle: ze is cantor in een klooster van de Cisterciënzers, gelegen in het centrum van Rulle, niet ver van de Duitse stad Osnabrück. Alleen de datum van haar overlijden is bekend. Ze werd verschillende keren afgebeeld in het boek als religieuze, geknield in gebed, met vermelding van haar naam naast de tekening. Ook andere nonnen, waarbij geen naam is vermeld, werden afgebeeld.

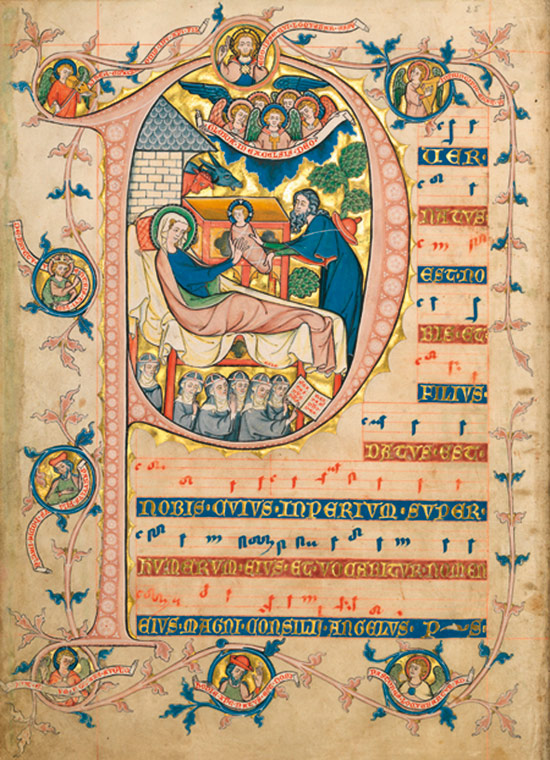
Codex Gisle, Kerstmisantifoon: Puer natus est nobis.

## De Codex Gisle
De Codex Gisle is een graduale voor gebruik in de cisterciënzer liturgie. Hij bevat de meer dan 1500 gezangen die nodig zijn voor de liturgische vieringen over het ganse kerkelijk jaar. Hij werd gebruikt door de cantor die de koorgezangen leidde. Het handschrift is versierd met 53 grote gehistorieerde initialen die het leven van Christus afbeelden en bevat verder meer dan 200 kleinere versierde hoofdletters. Dit graduaal wordt algemeen gezien als een van de meesterwerken van de Duitse gotiek.

Op folium 1 vinden we een colofon met de vermelding: 
Istud egregium librum scripsit, illuminavit, notavit, impaginavit, aureis litteris et pulchris imaginibus decoravit venerabilis ac devota virgo Gysela de Kerzenbroeck in sui memoriam Anno Mccc cuius anima requiescat in sancta pace. Amen.
Dit prachtige boek werd geschreven, verlucht, geannoteerd, gepagineerd en versierd met gouden letters en met mooie beelden door jonkvrouw Gisela van Kersenbroeck, ter hare gedachtenis in het jaar 1300. Moge haar ziel in vrede rusten. Amen
Het auteurschap van Gisela en het feit dat ze het boek volledig eigenhandig zou opgezet en gemaakt hebben, wordt door verscheidene kunsthistorici betwijfeld. Volgens velen zou Gisela de opdrachtgeefster zijn en het boek zou het resultaat zijn van het werk van verschillende handen. Judith H. Oliver wijdde een monografie aan het manuscript en kwam uit codicologisch onderzoek tot de conclusie dat er twee belangrijke schrijvers waren. De eerste schreef het gedeelte van de advent tot driekoningen en van Stille Zaterdag tot Pinksteren. De tweede verzorgde de rest van het kerkelijk jaar en zorgde voor het 'eigene der heiligen' (Proprium Sanctorum) en de hymnen. Een derde scribent zou verantwoordelijk zijn voor het 'tijdeigen' (Proprium de tempore). Oliver ziet het werk van Gisela veeleer als de voorbereiding van en het overzicht op het werk, om de bijdragen van de schrijvers te integreren tot een volledige codex. De lijst van werken die Gisela volgens de colofon voor haar rekening nam, zouden dan overeenstemmen met de stadia in de productie van het werk.